# Olympische Sommerspiele 2024/Leichtathletik – Dreisprung (Männer)
Der Dreisprungwettkampf der Männer bei den Olympischen Spielen 2024 in Paris fand am 7. August (Qualifikation) und am 9. August (Finale) im Stade de France statt.

## Aktuelle Titelträger
| Olympiasieger                        | Pedro Pichardo ( Portugal)           | 17,98 m | Tokio 2020     |
| Weltmeister                          | Hugues Fabrice Zango ( Burkina Faso) | 17,64 m | Budapest 2023  |
| Europameister                        | Jordan Díaz ( Spanien)               | 18,18 m | Rom 2024       |
| Nord-/Zentralamerika-/Karibikmeister | Chris Benard ( Vereinigte Staaten)   | 16,40 m | Freeport 2022  |
| Südamerikameister                    | Almir dos Santos ( Brasilien)        | 17,24 m | São Paulo 2023 |
| Asienmeister                         | Abdulla Aboobacker ( Indien)         | 16,92 m | Bangkok 2023   |
| Afrikameister                        | Hugues Fabrice Zango ( Burkina Faso) | 17,18 m | Douala 2024    |
| Ozeanienmeister                      | Aiden Hinson ( Australien)           | 16,32 m | Suva 2024      |

## Rekorde

### Bestehende Rekorde
| Weltrekord         | Jonathan Edwards () | 18,29 m | Göteborg, Schweden  | 7. August 1995 |
| Olympischer Rekord | Kenny Harrison ()   | 18,09 m | Finale Atlanta, USA | 27. Juli 1996  |

## Qualifikation
7. August 2024, 19:15 Uhr
Mit einem Sprung über 17,10 Meter oder einer Platzierung unter den besten 12 Athleten qualifizierte sich ein Athlet für das Finale.
| Rang | Gruppe | Athlet               | Nation             | Versuch (in m) | Versuch (in m) | Versuch (in m) | Weite (in m) | Anm. |
| Rang | Gruppe | Athlet               | Nation             | 1              | 2              | 3              | Weite (in m) | Anm. |
| ---- | ------ | -------------------- | ------------------ | -------------- | -------------- | -------------- | ------------ | ---- |
| 1    | B      | Pedro Pichardo       | Portugal           | 17,44          |                |                | 17,44        | Q    |
| 2    | A      | Jordan Díaz          | Spanien            | 17,24          |                |                | 17,24        | Q    |
| 3    | B      | Salif Mane           | Vereinigte Staaten | 17,16          |                |                | 17,16        | Q    |
| 3    | A      | Hugues Fabrice Zango | Burkina Faso       | 17,16          |                |                | 17,16        | Q    |
| 5    | A      | Almir dos Santos     | Brasilien          | x              | 17,06          | x              | 17,06        | q    |
| 6    | B      | Jaydon Hibbert       | Jamaika            | 16,99          | 16,95          | x              | 16,99        | q    |
| 7    | B      | Max Heß              | Deutschland        | x              | 16,98          | 16,67          | 16,98        | q    |
| 8    | B      | Zhu Yaming           | China              | 16,47          | 16,91          | 16,66          | 16,91        | q    |
| 9    | A      | Yasser Triki         | Algerien           | x              | 16,85          | 16,77          | 16,85        | q    |
| 10   | B      | Connor Murphy        | Australien         | 16,80          | 16,49          | 16,58          | 16,80        | q    |
| 11   | B      | Lázaro Martínez      | Kuba               | 16,79          | 16,79          | 16,71          | 16,79        | q    |
| 12   | A      | Andy Díaz            | Italien            | x              | 16,79          | 16,69          | 16,79        | q    |
| 13   | A      | Jean-Marc Pontvianne | Frankreich         | x              | 16,79          | x              | 16,79        |      |
| 14   | A      | Donald Scott         | Vereinigte Staaten | 16,58          | 16,77          | 16,74          | 16,77        |      |
| 15   | B      | Thomas Gogois        | Frankreich         | 16,67          | 14,63          | 16,77          | 16,77        |      |
| 16   | B      | Su Wen               | China              | 16,21          | 16,70          | x              | 16,70        |      |
| 17   | A      | Andy Hechavarría     | Kuba               | x              | 15,86          | 16,70          | 16,70        |      |
| 18   | B      | Cristian Nápoles     | Kuba               | 16,28          | 16,67          | 16,39          | 16,67        |      |
| 19   | B      | Andrea Dallavalle    | Italien            | 16,65          | 13,44          | 16,48          | 16,65        |      |
| 20   | B      | Emmanuel Ihemeje     | Italien            | 16,39          | 15,65          | 16,50          | 16,50        |      |
| 21   | B      | Abdulla Aboobacker   | Indien             | 15,99          | 16,19          | 16,49          | 16,49        |      |
| 22   | B      | Russell Robinson     | Vereinigte Staaten | 16,47          | 16,37          | 16,21          | 16,47        |      |
| 23   | B      | Geiner Moreno        | Kolumbien          | 16,32          | 15,88          | 16,40          | 16,40        |      |
| 24   | A      | Jordan Scott         | Jamaika            | x              | 16,36          | 15,97          | 16,36        |      |
| 25   | A      | Tiago Pereira        | Portugal           | 15,84          | 15,96          | 16,36          | 16,36        |      |
| 26   | A      | Kim Jang-woo         | Südkorea           | 15,66          | 16,14          | 16,31          | 16,31        |      |
| 27   | A      | Praveen Chithravel   | Indien             | 15,99          | 16,25          | 16,21          | 16,25        |      |
| 28   | A      | Jah-Nhai Perinchief  | Bermuda            | x              | 16,14          | 16,23          | 16,23        |      |
| 29   | A      | Leodán Torrealba     | Venezuela          | 16,18          | x              | 15,44          | 16,18        |      |
| 30   | A      | Ethan Olivier        | Neuseeland         | 16,16          | 15,91          | 15,98          | 16,16        |      |
| 31   | A      | Fang Yaoqing         | China              | x              | x              | 15,85          | 15,85        |      |
| 32   | B      | Necati Er            | Türkei             | 13,65          | x              | x              | 13,65        |      |

## Finale
9. August 2024, 20:13 Uhr
| Rang | Athlet               | Nation             | Versuch (in m) | Versuch (in m) | Versuch (in m) | Versuch (in m) | Versuch (in m) | Versuch (in m) | Weite (in m) | Anm. |
| Rang | Athlet               | Nation             | 1              | 2              | 3              | 4              | 5              | 6              | Weite (in m) | Anm. |
| ---- | -------------------- | ------------------ | -------------- | -------------- | -------------- | -------------- | -------------- | -------------- | ------------ | ---- |
| 1    | Jordan Díaz          | Spanien            | 17,86          | 17,64          | 17,85          | 17,84          | 17,25          | x              | 17,86        |      |
| 2    | Pedro Pichardo       | Portugal           | 17,79          | 17,84          | x              | 17,52          | -              | 17,81          | 17,84        |      |
| 3    | Andy Díaz            | Italien            | 17,63          | 17,33          | -              | -              | x              | 17,64          | 17,64        | SB   |
| 4    | Jaydon Hibbert       | Jamaika            | 17,31          | 17,61          | 17,53          | x              | x              | -              | 17,61        |      |
| 5    | Hugues Fabrice Zango | Burkina Faso       | 17,43          | x              | 17,25          | 16,05          | 17,50          | x              | 17,50        |      |
| 6    | Salif Mane           | Vereinigte Staaten | 17,28          | 16,63          | 17,02          | x              | 17,19          | 17,41          | 17,41        |      |
| 7    | Max Heß              | Deutschland        | 16,50          | 16,92          | 17,38          | x              | x              | 17,07          | 17,38        | SB   |
| 8    | Lázaro Martínez      | Kuba               | 17,00          | x              | 17,34          | 13,35          | x              | 16,63          | 17,34        | SB   |
| 9    | Yasser Triki         | Algerien           | x              | 17,05          | 17,22          | ausgeschieden  | ausgeschieden  | ausgeschieden  | 17,22        |      |
| 10   | Zhu Yaming           | China              | x              | 16,76          | x              | ausgeschieden  | ausgeschieden  | ausgeschieden  | 16,76        |      |
| 11   | Almir dos Santos     | Brasilien          | 16,41          | x              | 16,28          | ausgeschieden  | ausgeschieden  | ausgeschieden  | 16,41        |      |
| 12   | Connor Murphy        | Australien         | 15,99          | 16,30          | 16,11          | ausgeschieden  | ausgeschieden  | ausgeschieden  | 16,30        |      |